# Clinopodium brownei
Clinopodium brownei es una planta perenne de la familia de las lamiáceas. 

## Descripción
Es una planta perenne con tallos cuadrados y extensas hojas opuestas. Esta hierba es muy pubescente en el vástago y el interior y exterior del cáliz . La corola es bilabiada . Los labios son finos y delicados y puede contener pelos. La corola es de color blanco rosado a lila y blanco a veces. 

## Distribución y hábitat
Se distribuye a lo largo de América Tropical y Subtropical. En América del Sur se puede encontrar en Argentina, Brasil, Colombia, Ecuador y Venezuela.
Esta hierba se encuentra al final del invierno y principios de primavera en ambientes pantanosos a lo largo de la costa del Golfo de México en México y los Estados Unidos, específicamente de Texas a través de la Florida. Habita en climas semicálidos y templados entre los 1700 y los 2000 metros, donde crece en campos y bosques subtropicales perturbados.

## Propiedades
En Quintana Roo utilizan esta especie contra el cólico y en Veracruz para el espanto. Así mismo, en Yucatán se ocupa la decocción de esta planta para tratar problemas estomacales. En otros países la aprovechan para el catarro, como emenagogo, para problemas hepáticos y abortivo junto con otras plantas.

## Taxonomía
Clinopodium brownei fue descrita por (Sw.) Kuntze y publicado en  Revisio Generum Plantarum 2: 514. 1891.
Sinonimia
- Apozia chamaedryoides Willd. ex Steud.
- Apozia serpyllacea Willd. ex Steud.
- Clinopodium stoloniferum (Benth.) Kuntze
- Clinopodium xalapense (Kunth) Kuntze
- Hedeoma gracillima M.E.Jones
- Micromeria bahamensis Shinners
- Micromeria brownei (Sw.) Benth.
- Micromeria brownei var. pilosiuscula A.Gray
- Micromeria domingensis Shinners
- Micromeria pilosiuscula (A.Gray) Small
- Micromeria stolonifera Benth.
- Micromeria xalapensis (Kunth) Benth.
- Satureja brownei (Sw.) Briq.
- Satureja brownei var. pilosiuscula Briq.
- Satureja stolonifera (Benth.) Briq.
- Satureja xalapensis (Kunth) Briq.
- Thymus brownei Sw.
- Thymus gracilis Willd. ex Benth.
- Thymus xalapensis Kunth[4]